# Egemen Qazaqstan
Egemen Qazaqstan (kazakh : Егемен Қазақстан, russe : Егемен Казакстан) est un quotidien kazakh gouvernemental.

## Histoire

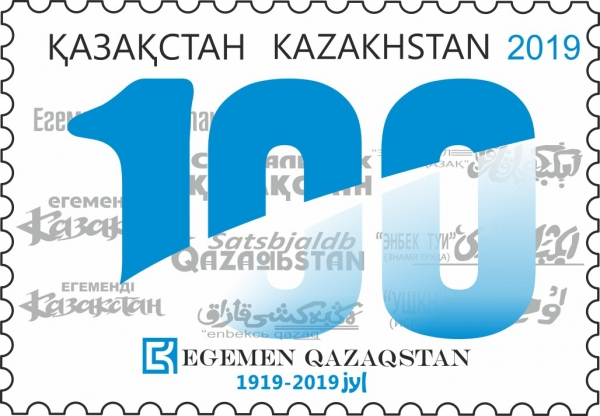
Timbre édité pour le centenaire du journal.

La première édition du journal fut publiée le 17 décembre 1919 sous le nom Uschqyn  à Orenbourg, alors capitale de l'autonomie d'Alash. Au cours de son existence, le journal a changé plusieurs fois de nom. En 1920, il a été rebaptisé Jengbek tuy (Еңбек туы) et, l'année suivante déjà, Jengbekschil qasaq (Еңбекшіл қазақ). En 1925, la rédaction déménagea à Kyzylorda. En 1932, il fut rebaptisé Sozialdy Qasaqstan (Социалды Қазақстан) et à partir de 1937, le journal s'est appelé Sozialistik Qasaqstan (Социалистік Қазақстан).
C'est essentiellement dans les années 1930 que de nombreux hommes politiques et intellectuels travaillèrent pour le journal : Smaghul Säduaqassow (de), Moukhtar Aouézov, Saken Seïfoulline, Bejimbet Mailin, Turar Rysqulow (de), Gabit Musirepov ou Oras Schandossow (Politiker) (de)
En 1957, le journal a reçu l'Ordre de la bannière rouge du travail.
Après l'indépendance du Kazakhstan en 1991, le journal a de nouveau changé de nom pour s'appeler Egemendi Qasaqstan (Егеменді Қазақстан). Deux ans plus tard, après une longue discussion, le suffixe -di fut supprimé.